# فیض‌الله جلال
فیض الله جلال (زاده ۲۲ مه ۱۹۶۳) سیاستمدار و استاد حقوق و علوم سیاسی دانشگاه کابل است. وی پیش از این قائم‌مقام دانشگاه کابل و معاون امور دانشگاهی در وزارت تحصیلات عالی افغانستان بود.

## زندگی
جلال دارای لیسانس حقوق و علوم سیاسی از دانشگاه کابل و فوق لیسانس و دکترا در رشته علوم سیاسی از دانشگاه ملی تاجیکستان است. او نویسنده چندین مقاله و کتاب است که از سوی ناشران برتر منتشر شده است. پس از تهاجم شوروی به افغانستان در سال ۱۹۷۹، او از اعضای فعال مقاومت سیاسی علیه رژیم بود که به مدت ۱۸ ماه زندانی شد. در طول جنگ‌های داخلی و رژیم طالبان، جلال هرگز افغانستان را ترک نکرد و به احزاب سیاسی نپیوست. در سال ۲۰۰۱، پس از فروپاشی رژیم طالبان، جلال از محله خود در کابل به عضویت لویه جرگه (مجلس بزرگ) افغانستان در سال ۲۰۰۲ انتخاب شد. در سال ۲۰۰۳، جلال مجدداً از کابل به عضویت لویه جرگه قانون اساسی افغانستان انتخاب شد و با دانش و سوابق حقوقی خود، در تدوین قانون اساسی فعلی افغانستان فعالانه همکاری کرد.
مسعوده جلال که همسر جلال است، اولین و تنها زنی بود که در سال ۲۰۰۲ و بار دیگر در سال ۲۰۰۴ نامزد ریاست جمهوری افغانستان شد. فیض الله در طول نامزدی او برای ریاست جمهوری، بسیار از او حمایت کرد. او ابتدا در مصاحبه‌ای گفت که از تلاش‌های همسرش حمایت نمی‌کند: «به او گفتم حزب سیاسی نداری. هیچ پولی نداری. هیچ نیروی نظامی نداری. و در نهایت نامزدی‌ات نتیجه ای نخواهد داشت. در ابتدا موافق نبودم. او دلایل زیادی داشت و بحث می‌کرد و توضیح می‌داد. و به من گفت، «قصد دارم نامزدی خود را جدی بگیرم.»